# Cyphostemma richardsiae
Cyphostemma richardsiae là một loài thực vật hai lá mầm trong họ Nho. Loài này được Wild & R.B.Drumm. miêu tả khoa học đầu tiên năm 1961.